# راسيل إلينغتون
راسيل إلينغتون (بالإنجليزية: Russell Ellington)‏ هو لاعب كرة قدم أمريكية أمريكي، ولد في 4 فبراير 1938 في ودلي في الولايات المتحدة، وتوفي في 1 سبتمبر 2007 بسبب سرطان الرئة.